# Scarabaeolus funebris
Scarabaeolus funebris is een keversoort uit de familie bladsprietkevers (Scarabaeidae). De wetenschappelijke naam van de soort werd voor het eerst geldig gepubliceerd in 1857 door Boheman.